# Ohrwurm
Ohrwurm er en melodi, der bliver hængende i hovedet, så det føles som om, den bliver hørt, selv når den ikke spilles.
Ifølge undersøgelser er det ikke de samme sange, der bliver hængende i folk's hoveder, og musikere er mindre ramt end andre. 90 procent af folk oplever mindst én gang om ugen musikalske Ohrwürmer. 15 procent af dem siger, at disse Ohrwürmer er irriterende.

## Brug af termer
Brugen af ordet „Ohrwurm“  for en melodi, „en succesfuld sang, fordi den sætter sig fast i ørerne og er svær at ryste af“  stammer fra den tyske operettekomponist Paul Lincke (1866–1946)